# Karolina Kowalczyk
Karolina Kowalczyk (Gorzów Wielkopolski, 21 de julio de 1983) es una deportista polaca que compite en tiro, en la modalidad de rifle.
Ganó dos medallas en el Campeonato Mundial de Tiro de 2022 y tres medallas en el Campeonato Europeo de Tiro, en los años 2013 y 2022.

## Palmarés internacional
| Campeonato Mundial | Campeonato Mundial | Campeonato Mundial | Campeonato Mundial                |
| Año                | Lugar              | Medalla            | Prueba                            |
| ------------------ | ------------------ | ------------------ | --------------------------------- |
| 2022               | El Cairo (Egipto)  | Medalla de oro     | Rifle 3 posiciones 300 m mixto    |
| 2022               | El Cairo (Egipto)  | Medalla de bronce  | Rifle en pos. tendida 300 m mixto |
| Campeonato Europeo |                    |                    |                                   |
| Año                | Lugar              | Medalla            | Prueba                            |
| 2013               | Osijek (Croacia)   | Medalla de plata   | Rifle 3 posiciones 300 m          |
| 2022               | Zagreb (Croacia)   | Medalla de oro     | Rifle en pos. tendida 300 m mixto |
| 2022               | Zagreb (Croacia)   | Medalla de plata   | Rifle en pos. tendida 300 m       |